# Žmuďské knížectví
Žmuďské nebo Žemaitské knížectví (litevsky Žemaičių seniūnija, žemaitsky Žemaitėjės seniūnėjė, polsky Księstwo żmudzkie), zkráceně Žmuď, Žemaitsko, je někdejší samostatný kmenový stát v Pobaltí a později správní jednotka Litevského velkoknížectví. Hlavním městem bylo Raseiniai. Žmuď je vlastí národa Žemaitů (Žmuďanů), určité podskupiny Litevců hovořících litevským nářečím. Žemaitija v překladu znamená „dolní země“ a je protikladem vůči Aukštaitiji, „horní zemi“, která byla od 11. století jádrem formování litevského státu.
Vládcem nad Žmudí se později stal osobně litevský velkokníže, který zde panoval coby žmuďský kníže, v letech 1422–1441 byl titulován jako stařešina (seniūnas) Žmudi. V každém případě byli pravomoci litevského vládce ve Žmudi omezené. V době panování litevského krále Mindaugase Žmuďané vedli nezávislou zahraniční politiku a dokonce i válku.

## Historie

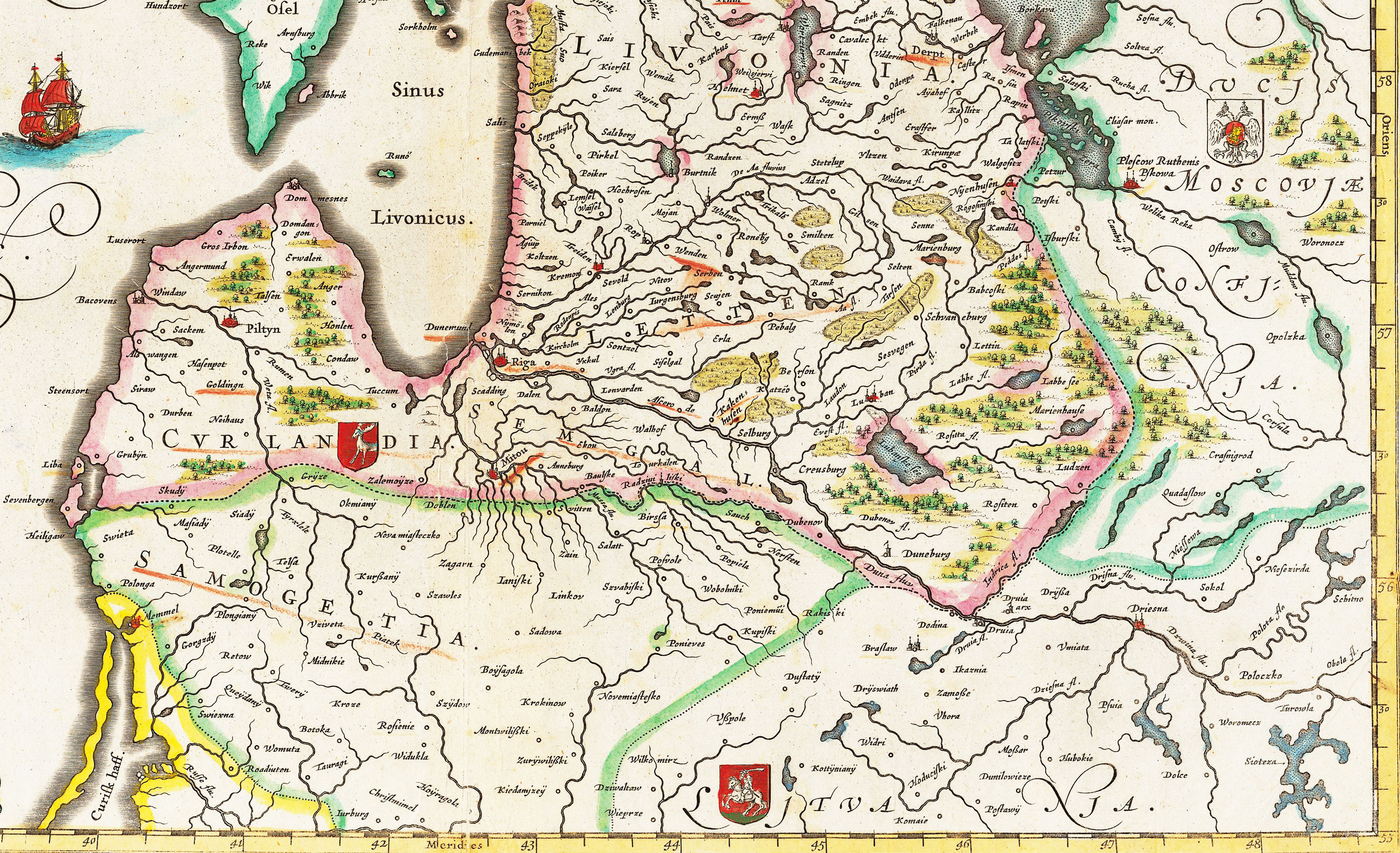
Historická mapa se Žmudí v 17. století

Před zformováním litevského státu vládli Žmudi místní knížata. Ve 13. století se Žmuď octla v závislém postavení na Litvě a stala se cílem křižáckých výbojů Řádu mečových bratří a Řádu německých rytířů. Příčinou agrese ze strany rytířských řádů bylo slabé rozšíření křesťanství mezi Žemaity, navíc oblast byla pro německé rytíře strategicky klíčová, neboť ležela přímo mezi oběma velkými částmi řádového území Pruska a Livonska.

Žmuď v rámci Polsko-litevské unie

V roce 1411 připadla Žmuď Toruňským mírem Polsko-litevské unii. V dobách polsko-litevského státu tvořilo jedno z jeho vojvodství. 
Žemaité (Žmuďané) byli posledním národem Evropy, který přijal křesťanství (až v roce 1417). Jedním překážek byl odlišný jazyk. Do současnosti se zde hovoří žemaitštinou (žmuďštinou), jedním z hlavních nářečí litevštiny. Tehdy nebyl mezi duchovními prakticky nikdo, kdo by byl schopen se s Žemaity domluvit. Nakonec až velkokníže Jogaila se jazyk naučil, aby mohl Žemaity s katolictvím seznámit.[zdroj?]

## Seznam žmuďských starostů

Znak Žmuďského vojvodství

Žmuďští starostové (polsky starosta generalny) byli za Polsko-litevské unie na zhruba stejné úrovni jako vojvodové:
- Rumbaudas Valimantaitis (1386–1413) (?)
- Mykolas Kęsgaila (1412–1432, 1440–1441, 1443–1450)
- Jonas Kęsgaila (1451–1485)
- Stanislovas Kęsgaila (1486–1527)
- Stanislovas Kęsgaila (1527–1532)
- Jan Radziwiłł (1535–1542)
- Maciej Janowicz Kłoczko (1542–1543)
- Jerzy Bilewicz (1543–1544)
- Hieronim Chodkiewicz (1545–1561)
- Jan Hieronim Chodkiewicz (1563–1579)
- Jan Kiszka (1579–1592)
- Jerzy Chodkiewicz (1590–1595)
- Stanislaw Radziwiłł (1595–1599)
- Jan Karol Chodkiewicz (1599–1616)
- Hieronim Walowicz (1619–1636)
- Jan Alfons Lacki (1643–1646)
- Jerzy Karol Hlebowicz (1653–1668)
- Aleksander Polubinski (1668–1669)
- Wiktoryn Konstanty Mleczko (1670–1679)
- Jan Kazimierz Sapieha mladší (1681–1682)
- Piotr Michał Pac (1684–1696)
- Grzegorz Antoni Ogiński (1698–1709)
- Kazimierz Jan Horbowski (1710–1729)
- Józef Tyszkiewicz (1742–1754)
- Jan Mikołaj Chodkiewicz (1767–1781)
- Antoni Giełgud (1783–1795)
- Michał Giełgud (1795–1808)